# Benådning
Nåd innebär i juridiska sammanhang allmänt sett ett efterskänkande eller mildrande av straff (benådning) i ett enskilt fall. Det kan också innebära att en person undantas från att lagföras, genom att han eller hon benådas redan innan åtal väcks eller domstol dömer till brottspåföljd. Nåd räknas som ett extraordinärt rättsmedel, eftersom det faller utanför ramen för den normala rättsskipningen i domstolarna. Nåd finns som ett inslag i rättssystemet i många länder.

## Nåd i Sverige

### Historia
I Sverige kunde regeringen (innan 1975 Kungl. Maj:t) efterskänka eller mildra ett straff, som en person dömts till på grund av brott. Nåd förutsåg normalt ansökan därom, och ansågs ofta innefatta ett slutgiltigt underkastande av ansvar för brottet. Att ansöka om nåd eller upprättelse kallades för att gå till kungs, varmed även avsågs vilket annat slags ärende som helst som någon invånare ansåg att monarken skulle kunna skipa rättvisa i.

### Nåd enligt gällande regler
Idag regleras nådeinstitutet i regeringsformen.
Det framgår av 12 kap. 9 § första stycket regeringsformen att regeringen genom nåd får eftergiva eller mildra brottspåföljd eller annan sådan rättsverkan av brott samt eftergiva eller mildra annat liknande av myndighet beslutat ingrepp avseende enskilds person eller egendom.
Enligt 12 kap. 9 § andra stycket gäller att när synnerliga skäl föreligger, får regeringen förordna att vidare åtgärd för att utreda eller lagföra brottslig gärning ej skall äga rum.
Med brottspåföljd avses alla de påföljder som kan komma på fråga enligt brottsbalken, såsom fängelse och böter. Med "annat liknande av myndighet beslutat ingrepp" avses sådana administrativa följder av brott som att ett körkort återkallas efter fortkörning. Det framgår av andra stycket att regeringen får utnyttja sin rätt att bevilja nåd redan innan en person har blivit föremål för förundersökning, åtal eller liknande.

### Kända svenska exempel på personer som benådats
- Hamid Noury[1]
- Stig Wennerström, landsförrädare [källa behövs]
- Vasilij Sidorenko (agent)
- Peter Rätz (svensk infiltratör)[2]

## Nåd i Japan

### Nåd i kejsarens namn
I äldre tid var det en länsherres eller högre myndighets (kejsarens eller shogunens) rätt att korta eller upphäva straff. Benådning utfärdades vanligtvis vid allmänna högtider. I 1889 års grundlag överfördes rätten att benåda dömda brottslingar till regenten. Sedan kejsarmakten inskränktes i och med 1946 års grundlag överfördes benådningsrätten till regeringen, som dock utfärdar benådningen i kejsarens namn. Denna rätt regleras i Lagen om benådning, fastställd av parlamentet. Regeringen kan härmed förkorta straff, helt straffriförklara och även helt frikänna den dömde.

### Nåd i domstol
Enligt benådningslagen kan en dömd ansöka om amnesti i en särskild soningsdomstol, som handlägger ärenden gällande brottslingars återförande i samhället. Domstolen står under justitieministeriet och har inte lika långtgående befogenheter som regeringen.

### Benådningsfall
Benådningar utfärdas ytterst sparsamt i Japan, som ännu har dödsstraffet kvar. 1952 benådades 13 dödsdömda enligt bestämmelser i det nyss underskrivna fredsavtalet i San Francisco. Sedan dess har 11 dömda personligen benådats, ofta av hälsoskäl. Vanligtvis har dödsdomen omvandlats till fängelsestraff.

## Nåd i USA

### Presidentens rätt att medge nåd
Enligt Artikel II sektion 2 i USA:s konstitution får presidenten besluta om nåd för "Offenses against the United States" (ungefär "felaktiga handlingar gentemot USA"), med undantag för mål om riksrätt (engelska: Impeachment). Det betyder att presidenten får medge nåd för dem som har dömts i federala domstolar eller på annat sätt kommit i konflikt med den federala statsmakten.
Presidenten har inte möjlighet att besluta om nåd för personer som har blivit dömda för brott i delstatliga domstolar.

### Nåd i delstaterna
Nådeinstitutet i delstaterna i USA är viktigt, framför allt därför att de flesta dödsdomarna i USA utdöms av delstaternas domstolar. I delstaterna är det i allmänhet respektive delstats guvernör som har rätt att meddela nåd i sin delstats jurisdiktion. Reglerna om nåd skiljer sig åt mellan delstaterna beroende på vad respektive delstatskonstitution stadgar. I vissa delstater kan guvernören enrådigt besluta om nåd, medan i exempelvis Texas kan guvernören bara besluta att få ett utdömt dödsstraff uppskjutet och det är andra organ som kan beslutar om att upphäva domen. 
En delstatsguvernör kan inte bevilja nåd till personer som dömts av en federal domstol.

### Känt amerikanskt exempel på person som benådats
President Gerald Ford benådade sin föregångare Richard Nixon från alla anklagelser om brott i samband med Watergateaffären, sedan Richard Nixon avgått. Nixon blev därför aldrig åtalad för några brott i samband med affären.